# Gravitação semiclássica
Gravitação semiclássica é uma aproximação da teoria da gravitação quântica na qual se trata o campo matéria como sendo quântico e o campo gravitacional como sendo clássico.
Na gravitação semiclássica. a matéria é representada por campos de matéria quântica que se propagam de acordo com os campos quânticos em espaço-tempo curvo. O espaço-tempo no qual os campos se propagam é clássico, mas dinâmico. A curvatura do espaço-tempo é dado pelas teorias semiclássicas de Einstein, as quais associam a curvatura do espaço-tempo, dada pelo tensor de Einstein, {\displaystyle G_{\mu \nu }}, ao valor esperado do operador de tensor de energia-impulso, {\displaystyle T_{\mu \nu }}, dos campos-matéria:
{\displaystyle G_{\mu \nu }=8\pi G\left\langle {\hat {T}}_{\mu \nu }\right\rangle _{\psi }}
onde G é a constante de Newton e {\displaystyle \psi } indica o estado quântico dos campos-matéria. 
Dado que a teoria da gravitação quântica ainda não é conhecida, é difícil dizer qual é o regime de validade da gravidade semiclássica. Todavia, pode-se formalmente demonstrar que a gravitação semiclássica poderia ser deduzida da gravitação quântica considerando-se N cópias dos campos de matéria quântica e elevando o limite de N ao infinito, ao mesmo tempo em que mantém-se o produto GN constante. Num nível diagramático, a gravidade semiclássica corresponde a soma de todos os diagramas de Feynman que não têm laços de grávitons (mas que têm um número arbitrário de laços de matéria). A gravitação semiclássica também poderia ser deduzida a partir de uma abordagem axiomática.
As aplicações mais importantes da gravitação semiclássica estão na compreensão da radiação Hawking de buracos negros, a geração de perturbações gaussianas aleatoriamente distribuídas na teoria da inflação cósmica, a qual especula-se que tenha ocorrido nos primeiros instantes do Big Bang e a conjectura de corpos celestes alternativos aos buracos negros, as estrelas negras. 